# La Chapelle (Métro Paris)

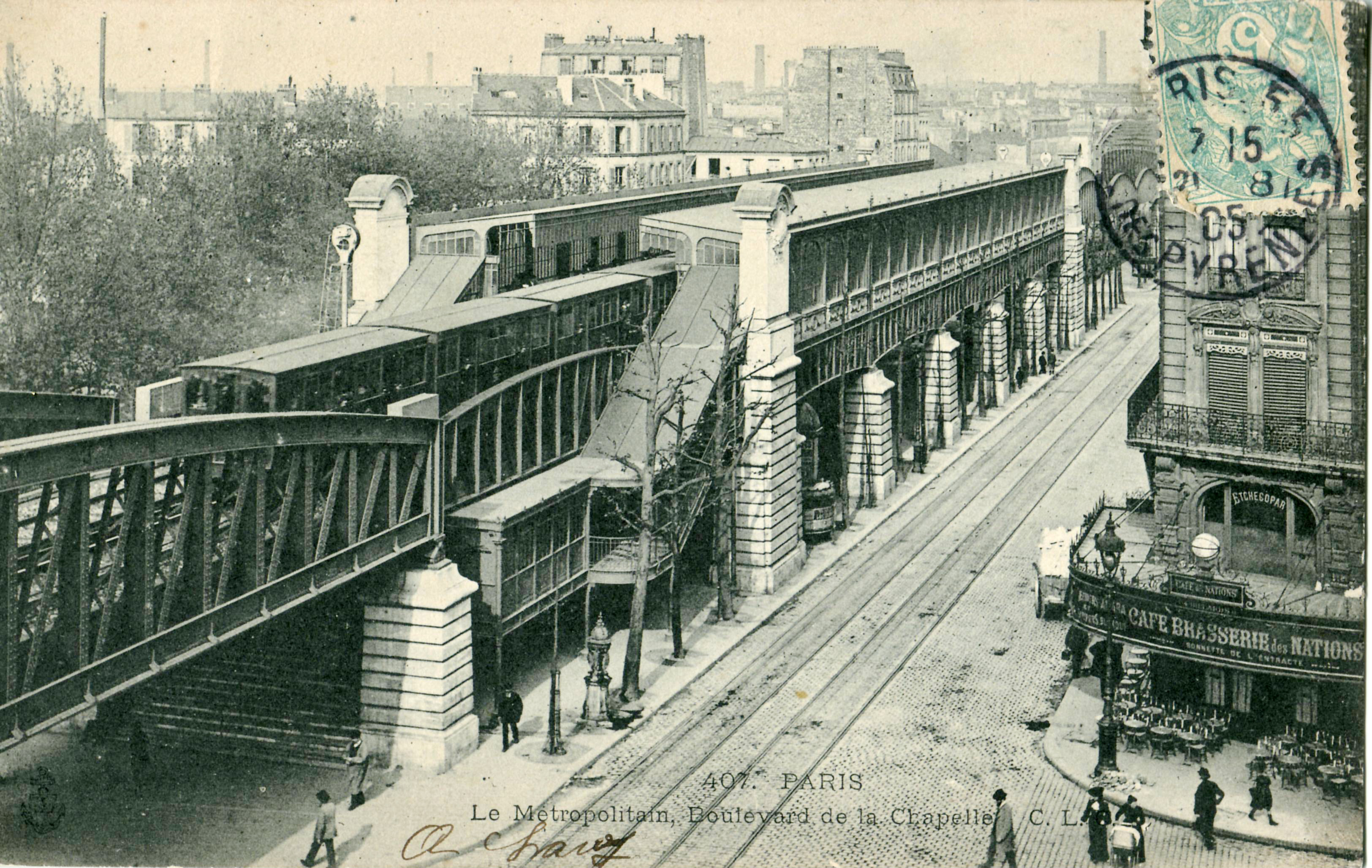
Die Station La Chapelle mit einem Zug der ersten Generation, um 1905

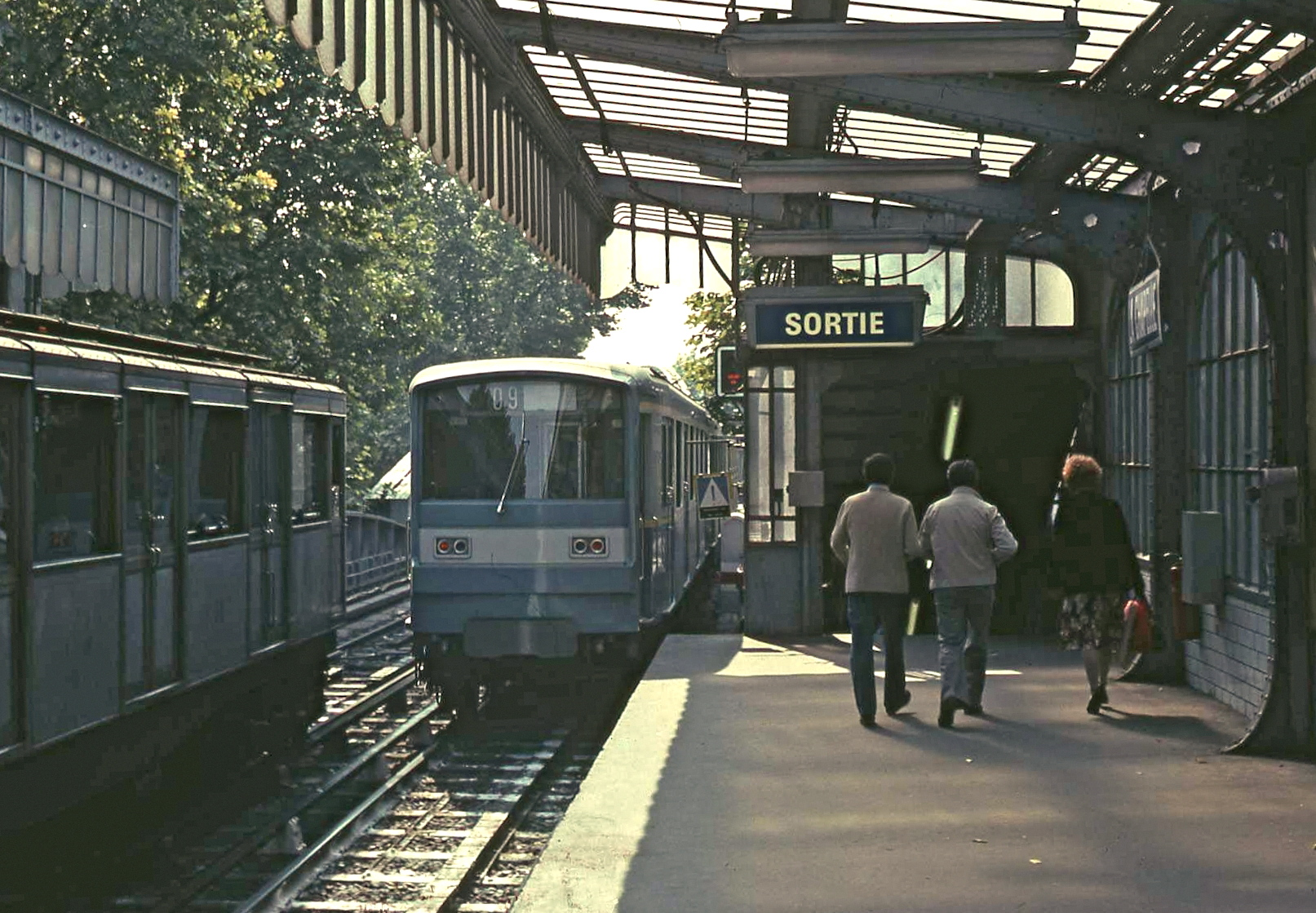
Mischbetrieb von Zügen der Bauart Sprague-Thomson (links) und der Baureihe MF 67 in der Station La Chapelle, 1979

La Chapelle [la ʃapɛl] ist ein Hochbahnhof der Linie 2 der Pariser Métro.

## Lage
Die Station befindet sich an der Grenze des 10. und 18. Arrondissements in Paris im Mittelstreifen des Boulevard de la Chapelle.
Verwechslungsgefahr besteht mit der Métrostation Porte de la Chapelle an der Métrolinie 18, die unter der Rue de la Chapelle liegt.

## Name
Der Boulevard de la Chapelle gab der Station ihren Namen. Er liegt im Süden des einstigen Dorfs La Chapelle-Sainte-Geneviève (ab 1830: La Chapelle-Saint-Denis), das 1860 nach Paris eingemeindet wurde.

## Geschichte
Die Station wurde am 31. Januar 1903 eröffnet, als der Abschnitt der Linie 2 von Anvers nach Bagnolet (seit 1970: Alexandre Dumas) in Betrieb genommen wurde. Seit 1993 besteht eine unterirdische Fußgängerverbindung zum Fern- und Regionalbahnhof Gare du Nord.

## Beschreibung
Die Station La Chapelle liegt an einer 2,2 Kilometer langen Viaduktstrecke, sie weist zwei Seitenbahnsteige an zwei Streckengleisen auf. Das Viadukt wurde errichtet, um die Gleise zu den Bahnhöfen Gare du Nord und Gare de l'Est, die in Einschnitten beiderseits der Station liegen, nicht in einem tiefgelegenen Tunnel unterfahren zu müssen.

## Verkehr
Von 1914 bis 1981 wurde die Linie 2 von Zügen der Bauart Sprague-Thomson befahren. Da sie mittelfristig nicht auf gummibereifte Fahrzeuge umgestellt werden sollte, kam ab 1979 die Baureihe MF 67 auf die Strecke, die ihre Vorgänger innerhalb von zwei Jahren vollständig ablöste. Seit 2008 kommen Serienfahrzeuge der Baureihe MF 01, mittlerweile ausschließlich, in der Station La Chapelle zum Einsatz.

## Sonstiges
Am in der Nähe gelegenen Bahnhof Gare du Nord besteht eine Umsteigemöglichkeit zu den RER-Linien B und D sowie am Bahnhof Magenta zur Linie E.

## Galerie

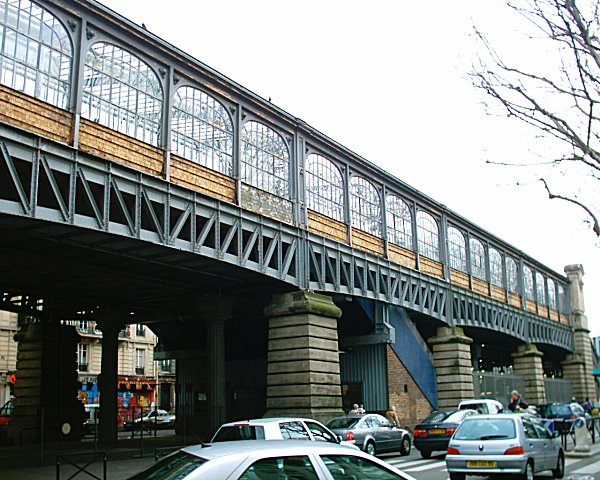
Außenansicht
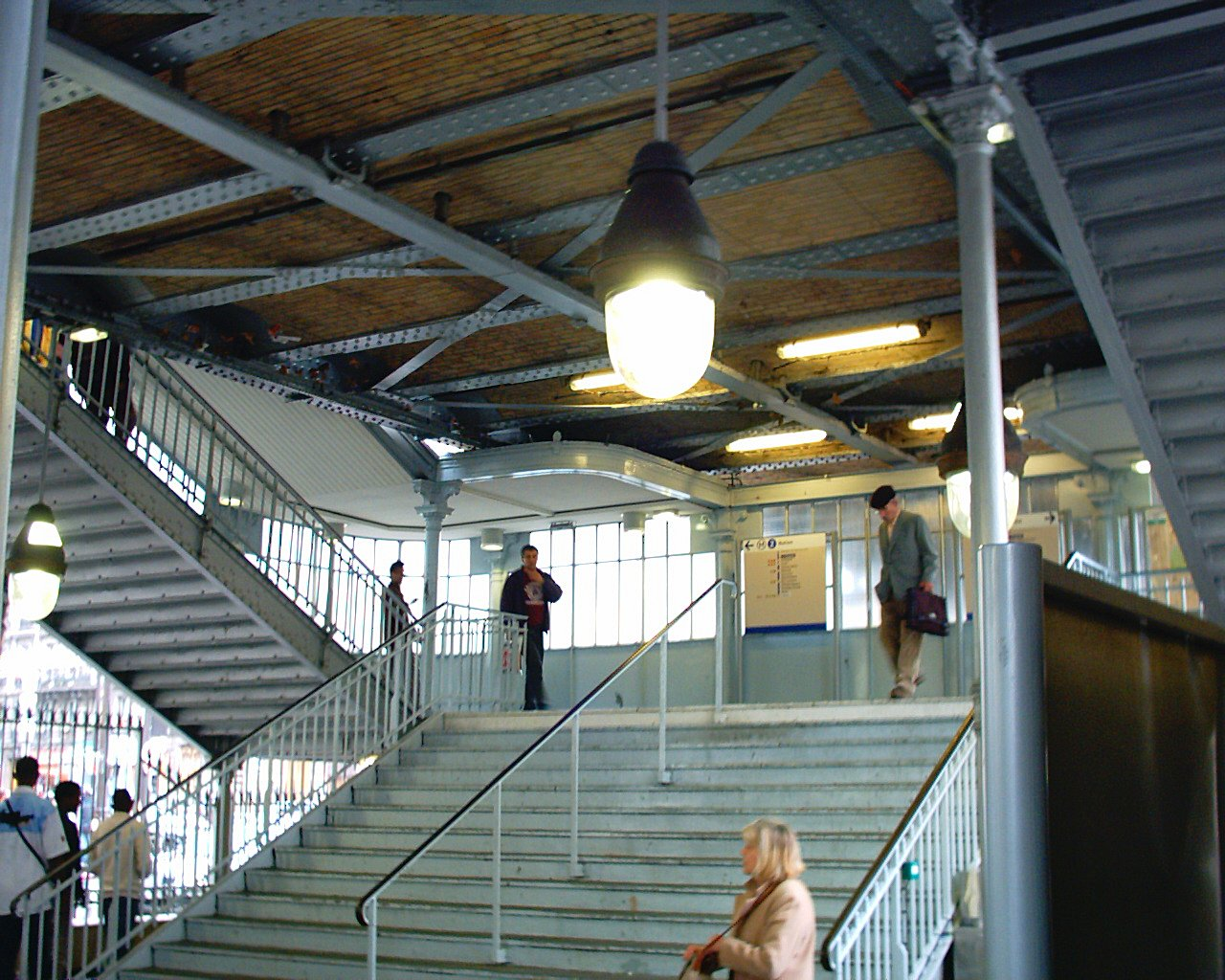
Zugang zur Station
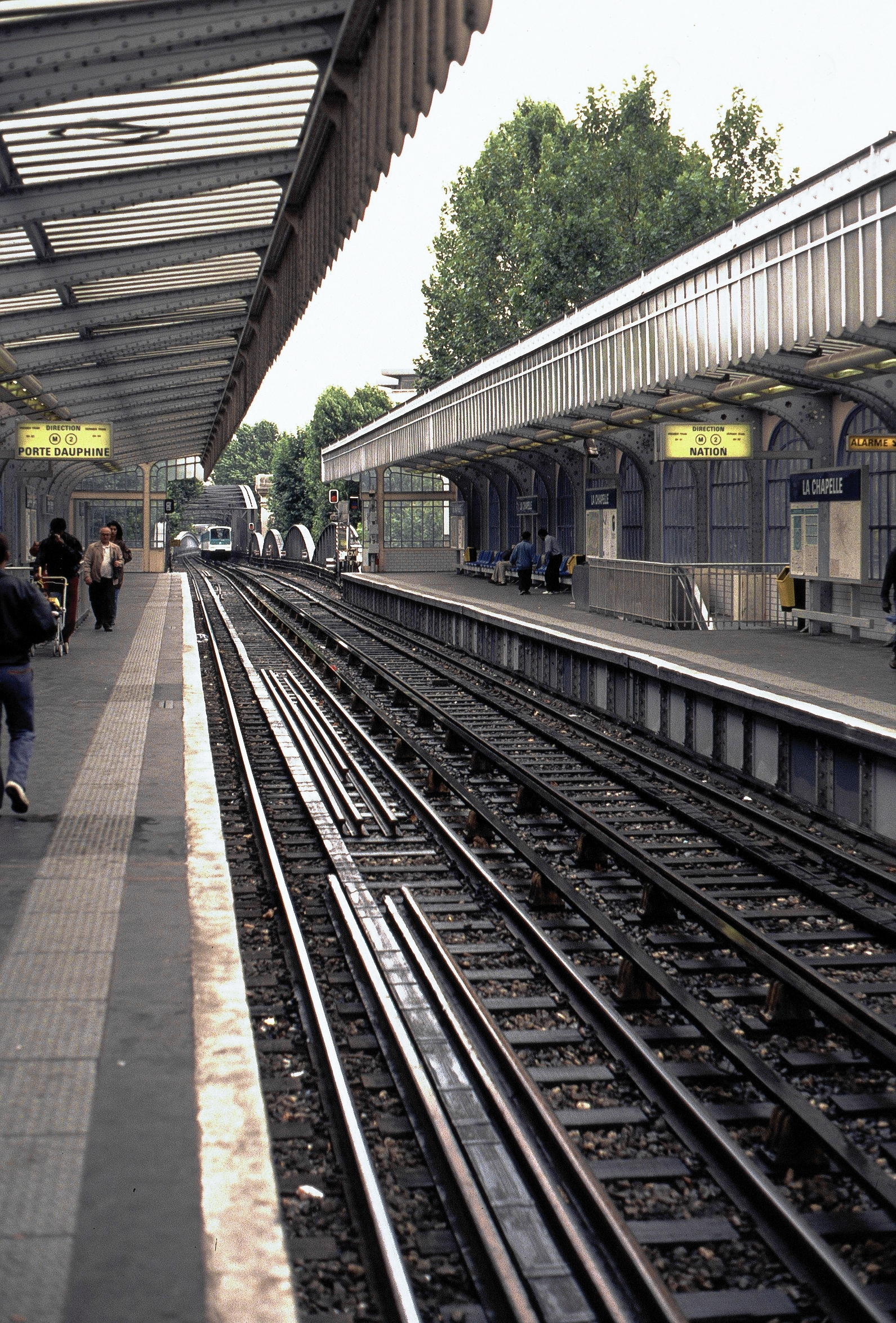
Blick Richtung Osten, 1994
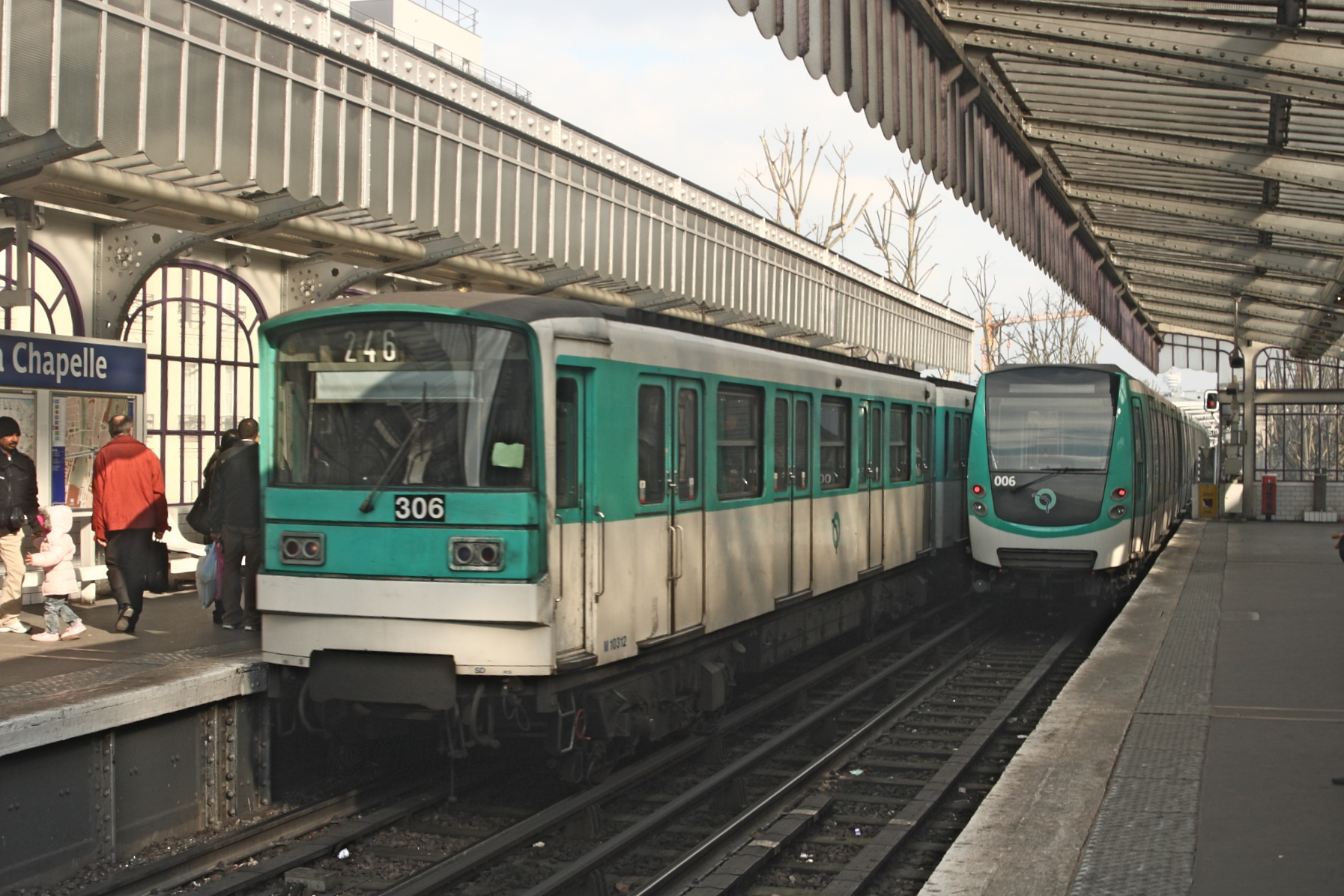
MF 67 und MF 01 in der Station La Chapelle, 2010